# Up Around the Bend
"Up Around the Bend" is een nummer van de Amerikaanse band Creedence Clearwater Revival, van het album Cosmo's Factory uit 1970. Het werd in april 1970 uitgegeven als single, tezamen met Run Through the Jungle.

## Achtergrond
"Up Around the Bend" is geschreven en geproduceerd door zanger en gitarist John Fogerty. Het nummer behaalde de eerste positie in de Nederlandse Top 40, terwijl in de Amerikaanse Billboard Hot 100 de vierde positie werd behaald.
"Up Around the Bend" werd gebruikt in de films Remember the Titans, Invincible, The Hoax en Red Dawn en in seizoen 4 van de Netflix serie Stranger Things.

## Hitnoteringen

### Nederlandse Top 40
| Hitnotering: 16-05-1970 t/m 18-07-1970 | Hitnotering: 16-05-1970 t/m 18-07-1970 | Hitnotering: 16-05-1970 t/m 18-07-1970 | Hitnotering: 16-05-1970 t/m 18-07-1970 | Hitnotering: 16-05-1970 t/m 18-07-1970 | Hitnotering: 16-05-1970 t/m 18-07-1970 | Hitnotering: 16-05-1970 t/m 18-07-1970 | Hitnotering: 16-05-1970 t/m 18-07-1970 | Hitnotering: 16-05-1970 t/m 18-07-1970 | Hitnotering: 16-05-1970 t/m 18-07-1970 | Hitnotering: 16-05-1970 t/m 18-07-1970 | Hitnotering: 16-05-1970 t/m 18-07-1970 |
| Week                                   | 1                                      | 2                                      | 3                                      | 4                                      | 5                                      | 6                                      | 7                                      | 8                                      | 9                                      | 10                                     |                                        |
| -------------------------------------- | -------------------------------------- | -------------------------------------- | -------------------------------------- | -------------------------------------- | -------------------------------------- | -------------------------------------- | -------------------------------------- | -------------------------------------- | -------------------------------------- | -------------------------------------- | -------------------------------------- |
| Positie                                | 10                                     | 3                                      | 1                                      | 1                                      | 3                                      | 3                                      | 6                                      | 10                                     | 19                                     | 29                                     | uit                                    |

### Hilversum 3 Top 30
| Hitnotering: 16-05-1970 t/m 18-07-1970 | Hitnotering: 16-05-1970 t/m 18-07-1970 | Hitnotering: 16-05-1970 t/m 18-07-1970 | Hitnotering: 16-05-1970 t/m 18-07-1970 | Hitnotering: 16-05-1970 t/m 18-07-1970 | Hitnotering: 16-05-1970 t/m 18-07-1970 | Hitnotering: 16-05-1970 t/m 18-07-1970 | Hitnotering: 16-05-1970 t/m 18-07-1970 | Hitnotering: 16-05-1970 t/m 18-07-1970 | Hitnotering: 16-05-1970 t/m 18-07-1970 | Hitnotering: 16-05-1970 t/m 18-07-1970 | Hitnotering: 16-05-1970 t/m 18-07-1970 |
| Week                                   | 1                                      | 2                                      | 3                                      | 4                                      | 5                                      | 6                                      | 7                                      | 8                                      | 9                                      | 10                                     |                                        |
| -------------------------------------- | -------------------------------------- | -------------------------------------- | -------------------------------------- | -------------------------------------- | -------------------------------------- | -------------------------------------- | -------------------------------------- | -------------------------------------- | -------------------------------------- | -------------------------------------- | -------------------------------------- |
| Positie                                | 13                                     | 2                                      | 1                                      | 1                                      | 3                                      | 3                                      | 7                                      | 11                                     | 19                                     | 26                                     | uit                                    |

### NPO Radio 2 Top 2000
| Nummer met noteringen in de NPO Radio 2 Top 2000 | '03  | '04  | '05  | '06  | '07  | '08  | '09  | '10  | '11  | '12  | '13  | '14  | '15-'18 | '19  | '20  | '21  | '22  | '23  | '24  |
| ------------------------------------------------ | ---- | ---- | ---- | ---- | ---- | ---- | ---- | ---- | ---- | ---- | ---- | ---- | ------- | ---- | ---- | ---- | ---- | ---- | ---- |
| Up Around the Bend                               | 1102 | 1199 | 1155 | 1391 | 1498 | 1400 | 1351 | 1417 | 1559 | 1445 | 1562 | 1860 | -       | 1936 | 1592 | 1749 | 1767 | 1879 | 1495 |

1. ↑  Een '-' betekent dat het nummer niet was genoteerd en een vetgedrukt getal geeft de hoogste notering aan.
2. ↑  2003 was het eerste jaar met een notering voor dit nummer.